# دانيال الكسندر جونز
دانيال الكسندر جونز (بالإنجليزية: Daniel Alexander Jones)‏ هو كاتب أمريكي، ولد في 1970.